# Liévin de Gand
Pour les articles homonymes, voir Liévin (homonymie).

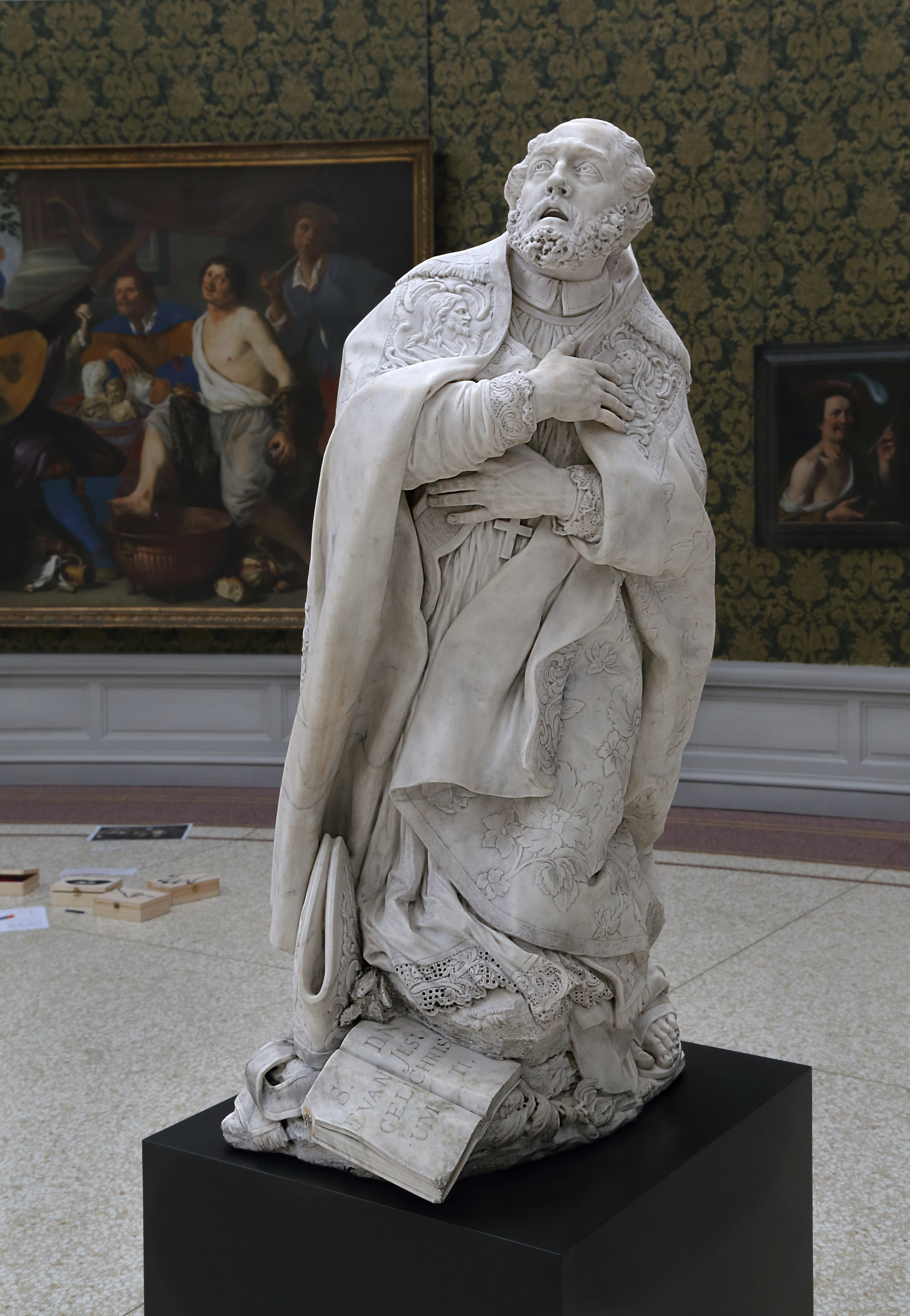
Saint Liévin, œuvre de Laurent Delvaux, musée des Beaux-Arts de Gand.

Liévin (ou Livin, ou Lebwin, ou Livinus) est un évêque d'origine irlandaise, évangélisateur de la région des Morins, dans les Pays-Bas méridionaux et mort martyr de la foi en 657, voire en 633 ou 663,. Il est liturgiquement commémoré le 12 novembre.    
Liévin est le saint patron de la ville de Gand et de la commune de Ledeberg, située dans les environs de cette ville.

## Hagiographie
Sa biographie paraît largement légendaire, et confond peut-être plusieurs personnes du même nom, notamment le missionnaire anglais Lébuin, fêté lui aussi le 12 novembre.
Né en Irlande, fils d'un noble écossais et d'une princesse irlandaise, Liévin se montra dès son enfance doué des plus belles qualités. Aussi eut-il à peine l'âge requis par l'Église qu'il fut promu au sacerdoce, et bientôt appelé à l'épiscopat par la voix unanime du souverain et du peuple. Saint Augustin de Cantorbéry envoya à ce disciple, le jour même de son ordination, une magnifique chasuble avec sa bordure dont le tissu brillant d'or était rehaussé par l'éclat des pierreries.
Pendant plusieurs années, il remplit les devoirs d'un bon pasteur avec toute la prudence, la bonté et l'activité sainte qu'on pouvait espérer d'un disciple d'Augustin de Cantorbery, mais le zèle qui le dévorait pour le salut des âmes, lui fit quitter son diocèse et s'embarquer pour le continent avec trois compagnons, où quelques cantons étaient encore plongés dans l'idolâtrie.

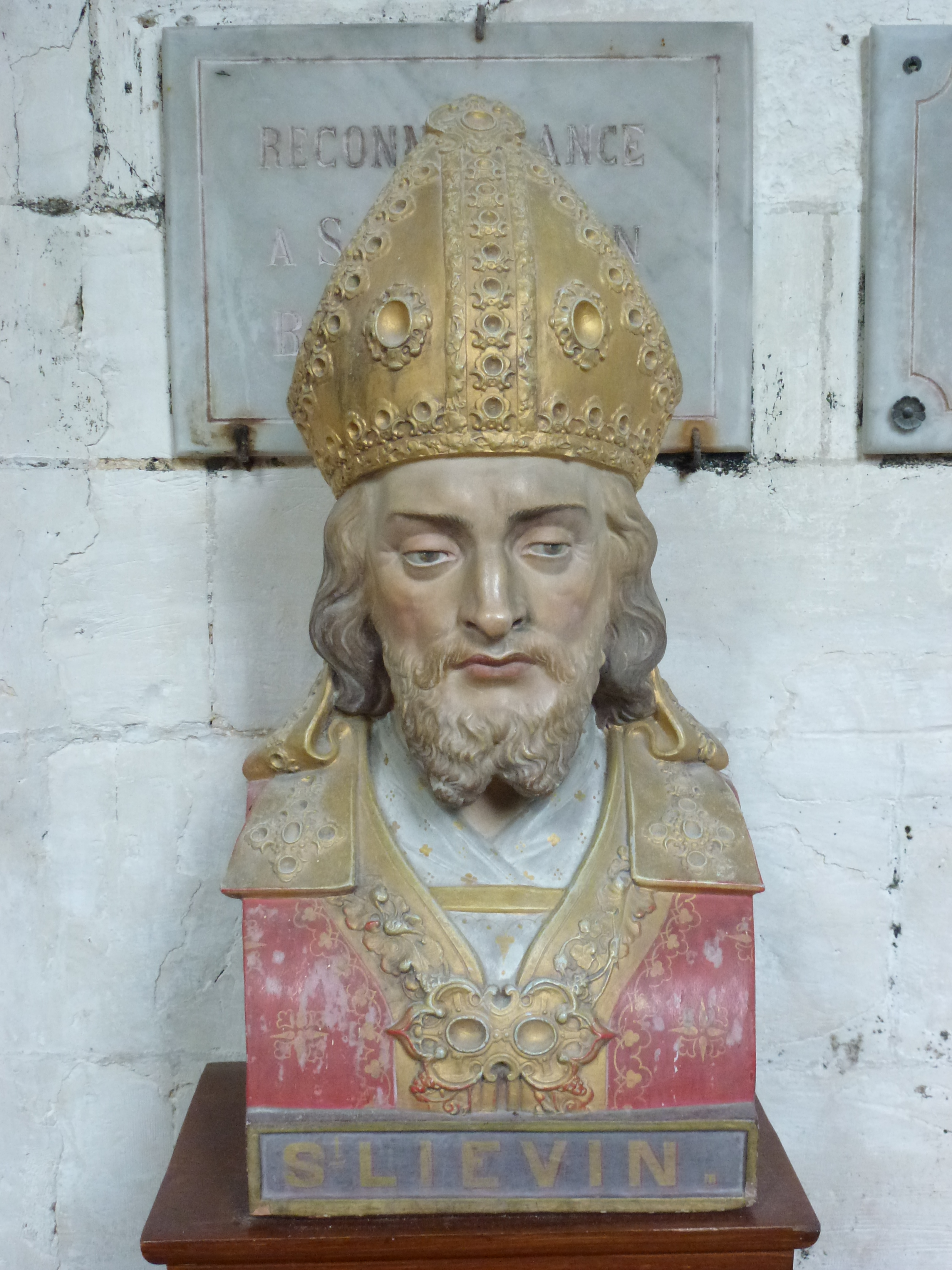
Buste de Saint Liévin. Église Saint-Omer, Merck-Saint-Liévin.

Après avoir parcouru la Morinie et s'être arrêté quelques jours à Gand pour prier au tombeau de saint Bavon de Gand, il alla dans la région d'Alost, l'évangélisa et y souffrit le martyre au village d'Essche, dans le Brabant, le 12 novembre 657. Là, après avoir eu la langue arrachée - mais remise miraculeusement selon la légende - son corps fut découpé en pièces.    
Les disciples du saint martyr transportèrent son corps à Hautem, où ils l'ensevelirent, mais la tradition populaire, qui est fort enracinée dans le pays d'Alost, prétend que le martyr marcha lui-même vers son tombeau, sa tête entre les mains, et, tant à Herzele qu'à Essche et Hauthem, on montre encore aujourd'hui des chemins de traverse appelés sentiers ou allées de saint Liévin : « Sinte-Lievens-dreefken, Sinte-Lievens-straatjen, ou Sinte-Lievens-baantjen, » par où l'on croit que le saint a marché après sa mort. À Hautem, il aurait enfoncé son bâton dans le sol à l'emplacement de la future chapelle, créant miraculeusement un puits avec une eau aux pouvoirs de guérison.

## Souvenir et vénération

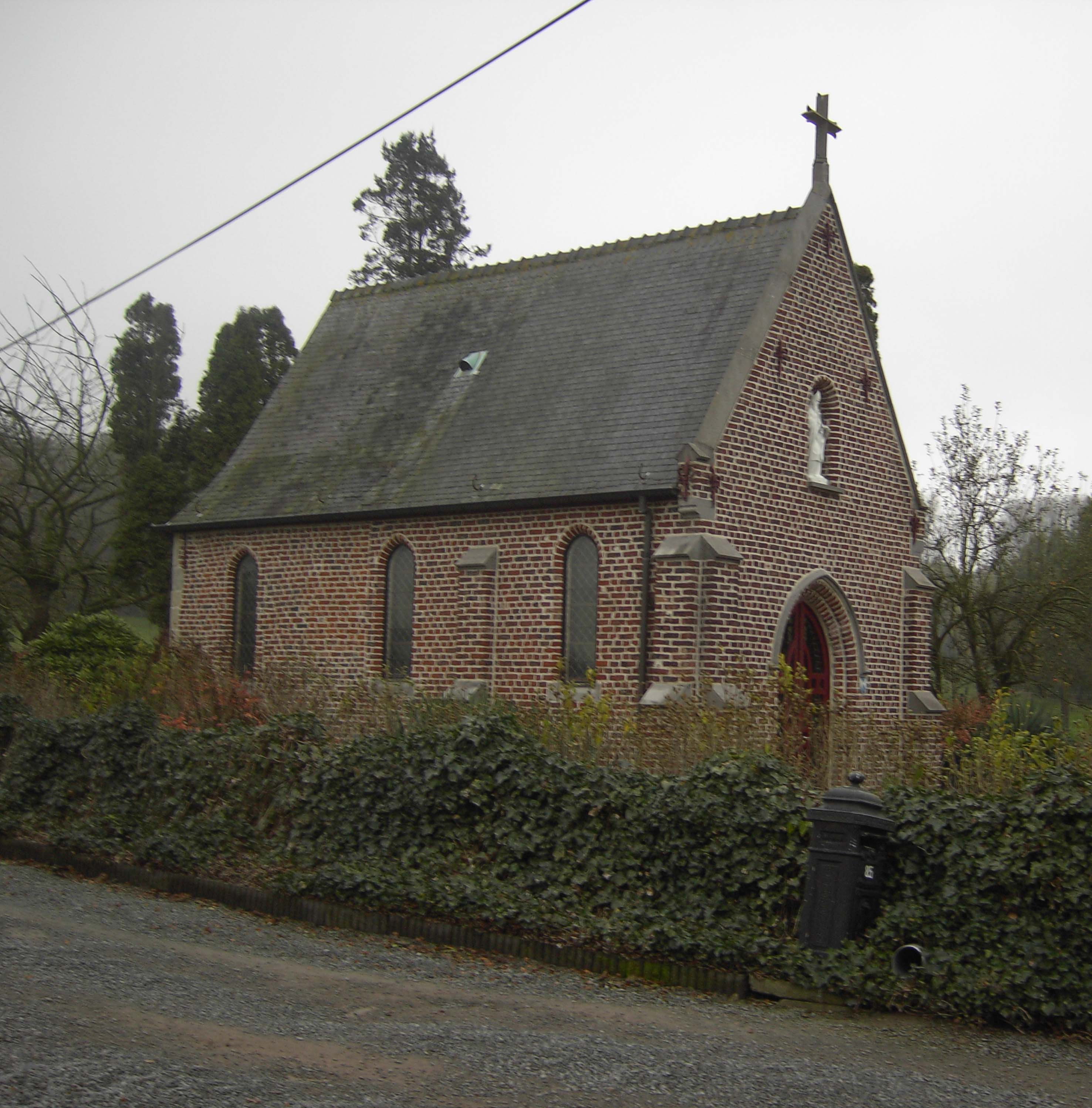
Chapelle Saint-Liévin, à Hauthem, à l'endroit de son enterrement près d'une source miraculeuse qu'il découvrit.

À l'endroit même, où à Essche l'apôtre reçut la couronne du martyr, s'élève une chapelle érigée en son honneur, où autrefois les notables d'Aerdenburg se rendaient annuellement pour remercier Dieu d'avoir, par l'intercession de saint Liévin, délivré leur ville d'une maladie contagieuse.
Une autre chapelle consacrée à saint Liévin se voit à un quart de lieue de l'église de Hauthem. Elle est célèbre par le grand nombre de faveurs surnaturelles qu'on y a obtenues et attire surtout au 12 novembre une foule de pèlerins. Près d'elle une fontaine aurait jaillit. selon une tradition, par l'intervention de Liévin qui frappa la terre de son bâton pastoral. Cette fontaine est intarissable.
L'église de Hauthem, dédiée à saint Michel, abrite le tombeau de saint Liévin, mais les reliques du saint, qui furent élevées très solennellement le 28 juin 842, ont été transportées le 27 juin 1007 dans la ville de Gand qui depuis lors honore saint Liévin comme son patron. Une seconde élévation des reliques a lieu en 1083, à l'occasion de leur transfert dans une nouvelle châsse par l'évêque Radbod II de Noyon-Tournai,. Cette châsse précieuse renfermant ces restes vénérés a disparu en 1578, mais des parcelles plus ou moins considérables des ossements de saint Liévin qu'avaient obtenues les églises d'Essche et de Hauthem ont été conservées. 
La cathédrale de Gand et plusieurs églises dans le Nord de la France en possèdent également quelques-unes, et dans la chapelle Saint-Liévin qui se trouve dans la cathédrale actuelle de Gand, on expose pendant l'octave de ce saint, le volume manuscrit richement relié, qu'on appelle le « Livre de Saint-Liévin », puisqu'il contient quelques pages écrites par le pieux apôtre. Autrefois ce livre était tous les lundis exposé sur l'autel.

## Traditions
- Le marché annuel d'hiver Houtem Jaarmarkt de Hautem-Saint-Liévin tire son origine du pèlerinage annuel sur la tombe du saint, les pèlerins emmenant chevaux et bovins qui étaient vendus en chemin[7].

- La procession de Gand à Hautem-Saint-Liévin commençait religieusement, mais se terminait invariablement par une nuit de débauches, ou « dix mille pêchés » étaient commis, et un retour au petit jour à Gand[8].